# Theodorico Haroldo de Oliveira
Theodorico Haroldo de Oliveira, conhecido simplesmente como Haroldo (Rio de Janeiro, 1 de julho de 1937 — Rio de Janeiro, 12 de junho de 1990) foi um futebolista brasileiro que atuava como zagueiro.
Era conhecido como "Sombra" por causa de sua marcação forte.

## Carreira
Começou no esporte atuando no futebol de praia, onde jogou pelo Copacabana e Radar.
Após se destacar no Olaria, Haroldo foi contratado pelo Santos em 19 de março de 1963 por 30 milhões de cruzeiros. No clube Haroldo conquistou vários títulos e foi importante em muitas partidas, como nas finais da Copa Intercontinental de 1963, onde atuou nas três partidas diante do Milan. Antes de se despedir do Santos, foi convocado para defender a Seleção Paulista. Ele ficou no Santos até 31 de março de 1967, e depois seguiu para o XV de Piracicaba.
Disputou a segunda divisão paulista, e ajudou o XV a retornar para a elite.
Haroldo faleceu em 1990.

## Títulos
Santos
- Copa Intercontinental: 1963[4][7]

- Campeonato Brasileiro: 1963 e 1964

- Campeonato Paulista: 1964[6] e 1965

- Torneio Rio-São Paulo: 1964[8][9] e 1966[10]